# Poterie de Wemyss

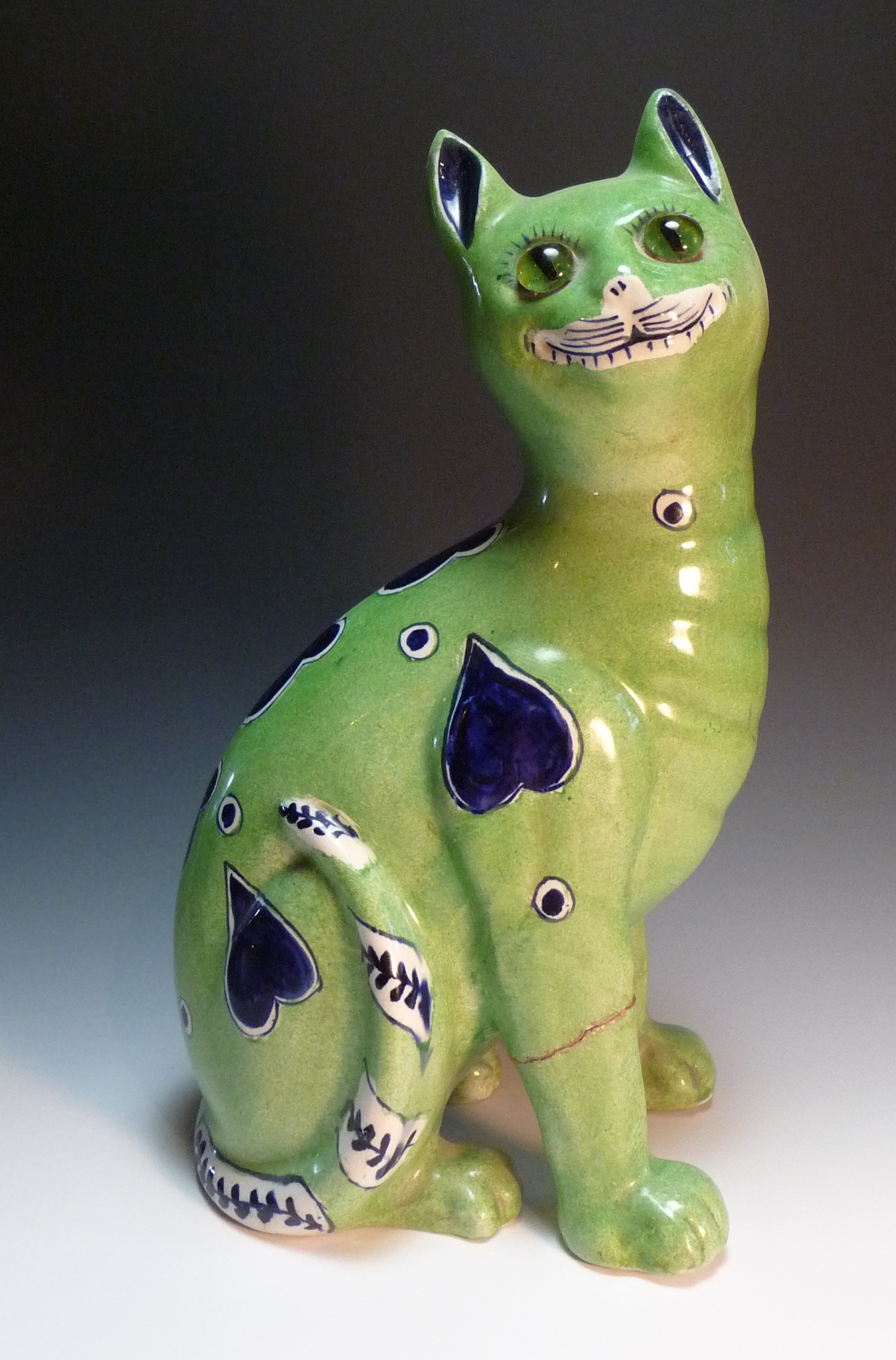
Poterie de Wemyss vers 1895

La poterie de Wemyss a été produite de 1880 à 1930 dans la fabrique de Fife à Gallatown, ville écossaise de la région de Kirkcaldy.
Feu la reine mère d'Angleterre l'appréciait particulièrement, pour le caractère bucolique de ses décors et leurs effets kitsch et joyeux : fleurs (dont beaucoup de roses), fruits, insectes, oiseaux et animaux de basse-cour sont les principaux sujets de décoration d'une grande diversité d'objets.
Chaque année, des poteries de Wemyss sont proposées à la grande vente aux enchères de Perth en Écosse.